# Salesforce Tower (Indianapolis)
Salesforce Tower (precedentemente noto come Bank One Tower, poi Chase Tower, e originariamente concepito come American Fletcher Tower) è un grattacielo di Indianapolis. È l'edificio più alto dello stato americano dell'Indiana ed il 58° edificio più alto degli Stati Uniti.

## Caratteristiche
Le guglie gemelle dell'edificio perforano portano l'altezza a 247 metri d'altezza rendendolo un punto fermo dello skyline di Indianapolis. È il quartier generale regionale di Salesforce, che si è trasferito nella torre alla fine del 2010 e attualmente occupa una grande quantità di spazio nell'edificio. Mentre la torre ha due guglie di uguale altezza, solo una di esse è funzionale come antenna di trasmissione. L'altro albero è semplicemente una decorazione architettonica. L'edificio è stato progettato da KlingStubbins e costruito da Huber Hunt & Nichols, con sede a Indianapolis.
La sommità piramidale con gradino della torre riflette il design dell'Indiana War Memorial.
La torre non ha un ponte di osservazione ufficiale, ma le vedute della città possono essere viste dai piani 21, 27, 31, 32, 33, 35, 39, 40, 41, 43 e 44 ossia nelle aree comuni sul lato di Ohio Street del complesso. Inoltre, dai piani 2, 7 e 10 nelle aree comuni sul lato Circle del complesso è possibile ammirare viste sul Monument Circle e sull'immediata area del centro.

## Contesto e storia

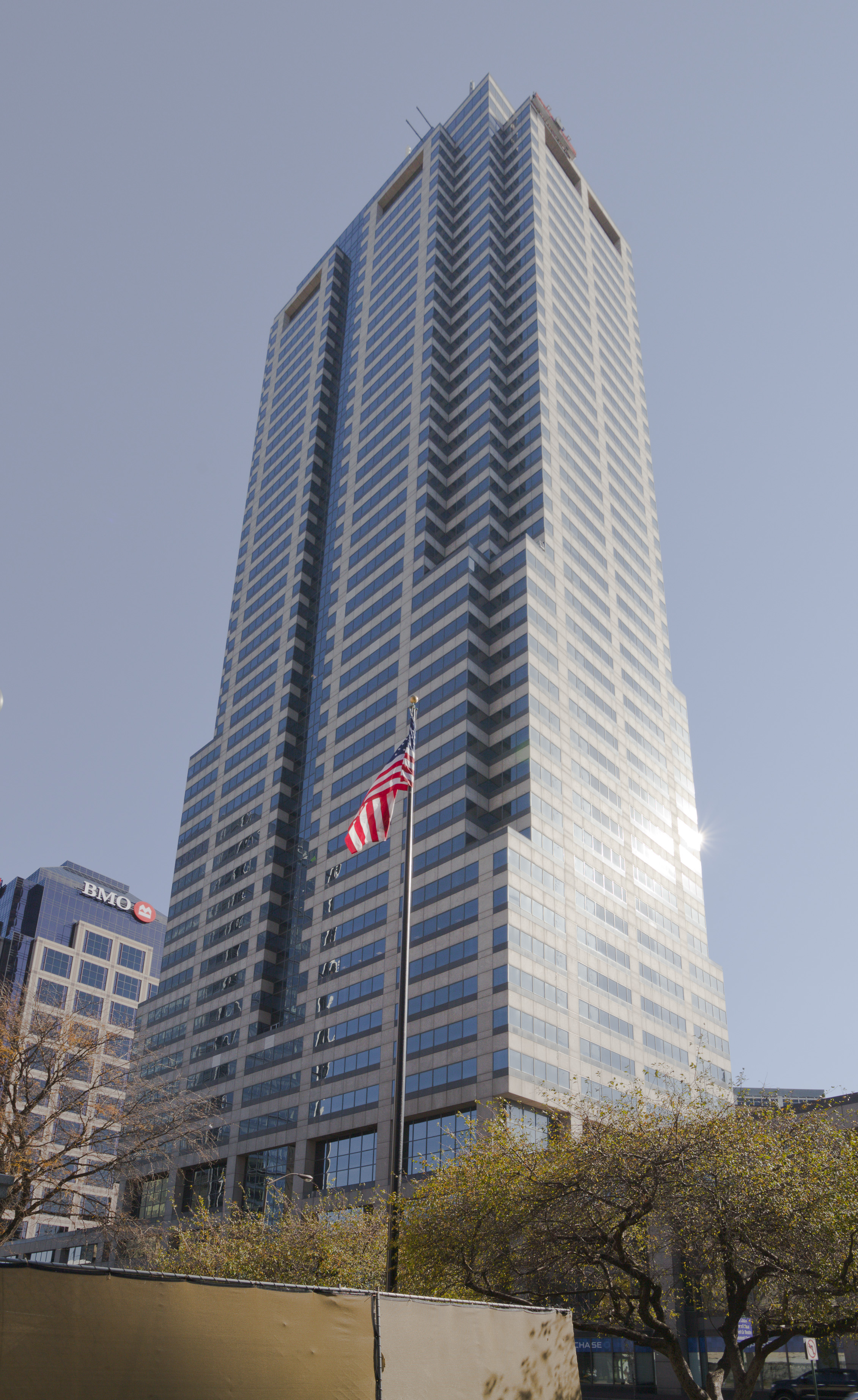

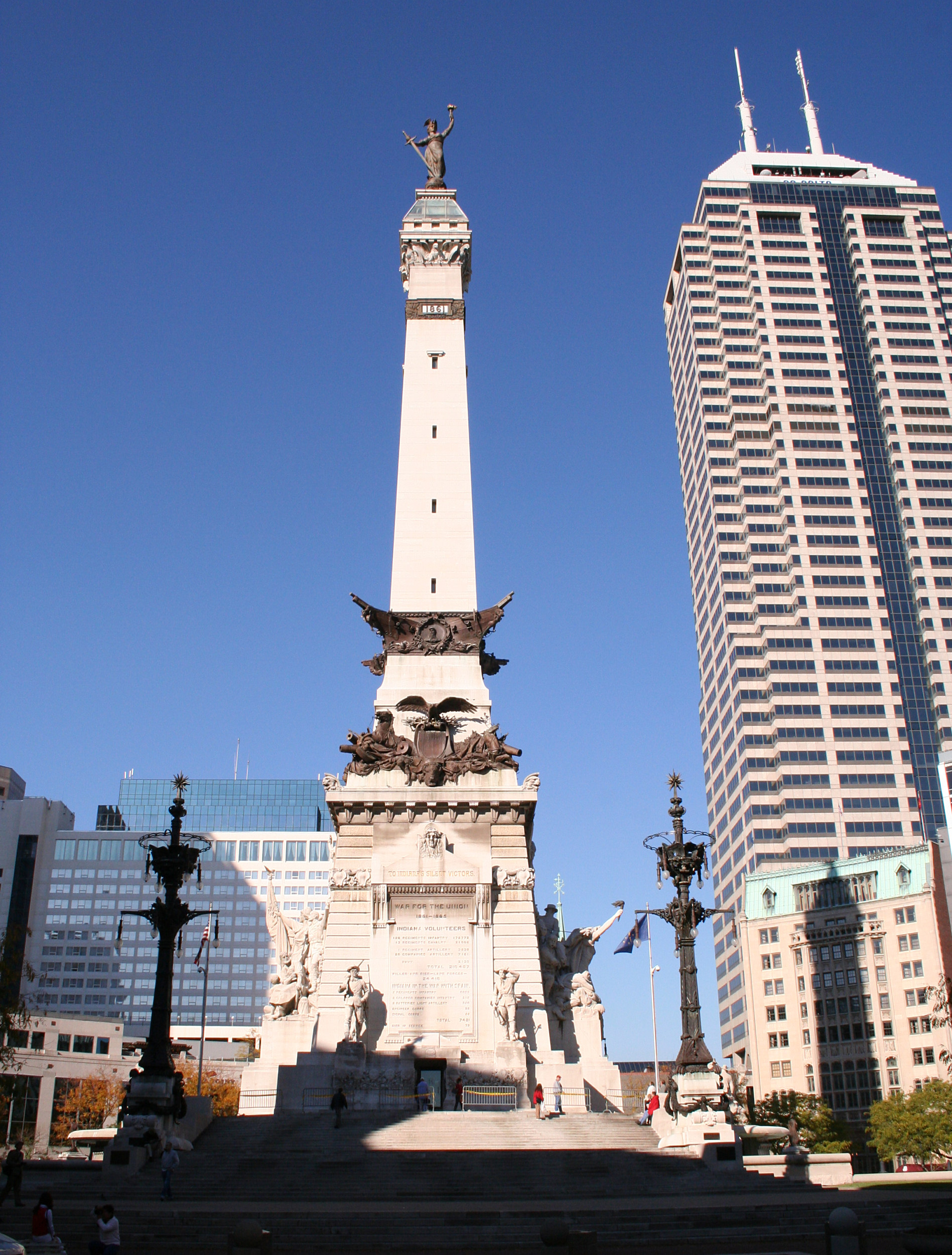

La torre fu originariamente concepita alla fine degli anni '70 da Frank E. McKinney, Jr., presidente della American Fletcher Corporation, la holding della American Fletcher National Bank and Trust Company (AFNB), che all'epoca era la più grande istituzione finanziaria dell'Indiana, per consentire il consolidamento e l'espansione della sede della sua azienda.
Prima dell'inizio della costruzione dell'edificio, American Fletcher divenne la prima grande holding di banche di Indianapolis ad essere venduta a un istituto finanziario fuori dallo stato, accettando nella primavera del 1986 di fondersi con la Banc One Corporation in rapida crescita nell'Ohio. Alla conclusione di quella fusione, McKinney divenne presidente delle operazioni della Bank One's Indiana e la pianificazione della torre prese slancio. La costruzione iniziò nel 1988 sulla nuova Bank One Center Tower che doveva essere integrata con il complesso della sede esistente dell'AFNB.